# Greta nerina
Greta nerina är en fjärilsart som beskrevs av Richard Haensch 1905. Greta nerina ingår i släktet Greta och familjen praktfjärilar. Inga underarter finns listade i Catalogue of Life.